# Масса, Фелипе
Фели́пе Ма́сса (порт. Felipe Massa; родился 25 апреля 1981 года в Сан-Паулу, Бразилия) — бразильский автогонщик, пилот Формулы-E. В 2002 году и с 2004 по 2017 годы выступал в Формуле-1, одержал 11 побед за команду Ferrari, стал вице-чемпионом в 2008 году и бронзовым призёром в 2006 году.

## Персональные данные
Фелипе — бразилец итальянского происхождения: его дедушка родом из города Чериньола, регион Апулия. Он женат: у него и его супруги Анны Раффаэллы Басси есть один совместный ребёнок — Фелипе «Фелипиньо» Басси Масса (род. 2009).
Масса — друг швейцарского часовщика Ричарда Милле, который сделал для него эксклюзивные модели часов (RM-005FM, RM-011). Менеджером бразильца является сын бывшего главы Ferrari F1 Жана Тодта Николя.
С 2005 года Масса проводит в Бразилии ежегодную благотворительную картинговую гонку Desafio Internacional das Estrelas, где регулярно участвует сам и куда приглашает различных известных пилотов мирового авто- и мотоспорта.

## Спортивная карьера
Ранняя карьера
Фелипе впервые сел за руль в девять лет, попробовав себя за рулём карта. В течение следующих восьми лет бразилец активно участвовал в различных региональных картинговых соревнованиях и в 1998 году получил возможность попробовать себя в гонках машин с открытыми колёсами, приняв участие в национальном чемпионате Формулы-Шевроле. Первый год в данном первенстве принёс серию неплохих результатов и Масса хоть и не выиграл ни одной гонки, но смог завершить чемпионат на вполне приемлемом для новичка пятом месте. Через год уроженец Сан-Паулу выиграл в данной серии свою первую гонку, а к концу сезона ему покорился и общий титул. Успехи юного пилота заинтересовали ряд автоспортивных меценатов из Бразилии и уже на следующий сезон он смог найти финансирование чтобы перебраться в Европу — в почти родную Италию, где подписал контракт с командой Cram Competition, участвовавшей в гонках серий Формула-Рено 2000: совмещённое участие в итальянской и европейской серии в команде с малоизвестными механиками на незнакомых трассах принесло неожиданно высокий результат: Фелипе в первый же сезон завоевал оба титула, выиграв семь из шестнадцати гонок сезона.
Быстрый дебютант имел несколько вариантов продолжения карьеры в Старом свете, но бразилец предпочёл остаться в Италии, подписав контракт с одной из команд статусного и быстрого, но достаточно слабого по составу пилотов итальянского первенства Формулы-3000 в 2001 году получавшего статус чемпионата Европы (в противовес международному первенству, которое с того же года получало этап в Новом Свете). Выбор оказался дважды удачным — команда предоставила Фелипе доминирующую машину и весь сезон продуктивно трудилась на его успехи таким образом, что он смог выиграть шесть из восьми гонок чемпионата и завоевать не только личный титул, но и в одиночку выиграть командный зачёт. Осенью, когда расклад сил в чемпионате окончательно ясен бразилец позволил себе участие и в других сериях: за рулём заводского Alfa Romeo 156 он провёл два этапа супертурингового первенства Европы, где за четыре гонки один раз смог попасть в Top5 на финише. Стабильно быстрый пилот в европейских первенствах привлёк внимание и главной автоспортивной структуры Италии — Ferrari: Масса вскоре стал одним из тест-пилотов её проекта в Формуле-1, а в 2001 году был отправлен на тестовую работу в подшефную команду итальянцев — швейцарский Sauber, где накануне сезона-2002 получил и место боевого пилота.

### Первые годы в Формуле-1

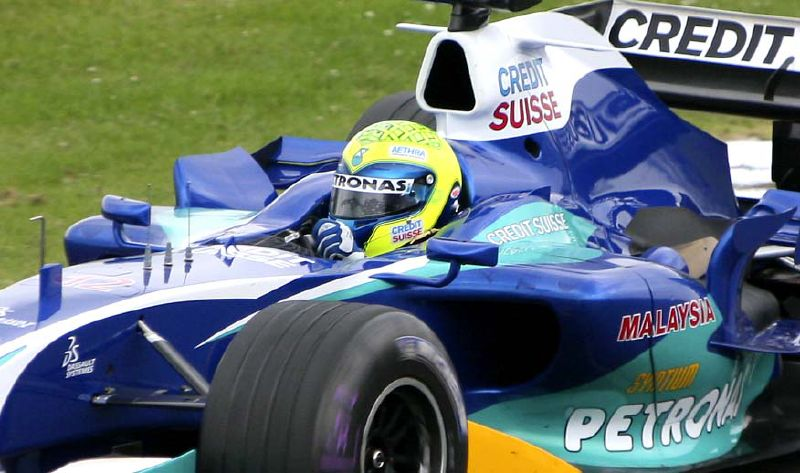
Масса управляет болидом Sauber C24 на Гран-при Великобритании 2005 года.

Дебютный год в чемпионате мире в паре с уже достаточно опытным и быстрым Ником Хайдфельдом не получился простым — болид швейцарской команды был медленнее своего прошлогоднего собрата, а Фелипе слишком часто допускал результативные помарки, стоившие ему сходов; одна из таких ошибок привела к столкновению с Педро де ла Росой на Гран-при Италии, за которую он был оштрафован организаторами серии на десять мест на стартовой решётке следующего Гран-при, а по решению команды был отстранён от соревнований на тот этап. В итоге в половине своих гонок чемпионата бразилец сходил (время от времени также случались механические проблемы), а в оставшихся стартах лишь трижды набрал очки — итоговое тринадцатое место в личном зачёте привело к тому, что Масса на следующий год вновь сосредоточился на тестовой работе.
После года вне официальных стартов бразилец вернулся в Sauber боевым пилотом на сезоны 2004 и 2005 годов. Техника швейцарцев постепенно всё больше проигрывала конкурентам и Масса со своими напарниками был всё менее заметной фигурой в пелотоне: в первый год (вместе с Джанкарло Физикеллой) он смог помочь Sauber занять шестое место в Кубке Конструкторов, а год спустя, когда итальянца сменил канадец Жак Вильнёв, команда завершила сезон лишь на восьмой строчке. Североамериканец также стал первым напарником бразильца, которого Фелипе смог опередить в личном зачёте по итогам года. В этот период Масса проводит тридцать семь стартов и набирает за них двадцать три очка; в квалификациях в этот период ему дважды удаётся пробиться на второй ряд — осенью 2004 года он квалифицируется на четвёртом месте в Шанхае и Сан-Паулу; в гонках Масса также дважды в этот период финиширует на пиковой для себя четвёртой позиции — в Спа в 2004 году и в Монреале год спустя он финиширует на предподиумной позиции, проиграв только Кими Райкконену, Михаэлю Шумахеру и Рубенсу Баррикелло. В конце сезона-2005, когда в Ferrari усилились трения со своим вторым пилотом, Масса сменил соотечественника в роли боевого пилота итальянской команды.

### Первые годы в Ferrari

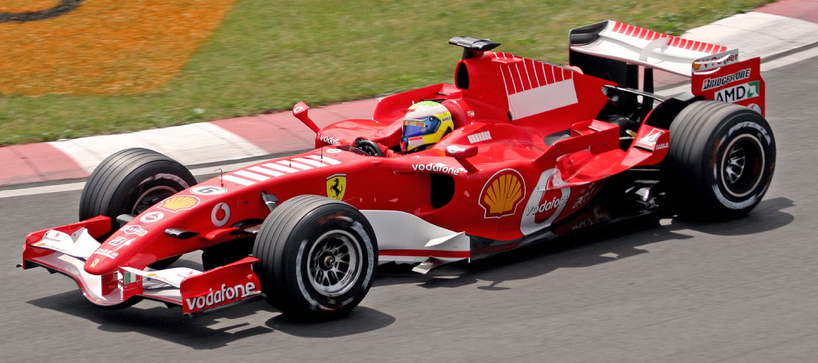
Масса пилотирует 248 F1 на Гран-при Канады 2006 года.

Выступления в стане итальянцев также начинались не самым лучшим образом: на стартовом Гран-при Бахрейна Масса хоть и стартовал вторым, но уже в начале гонки допустил грубую ошибку, стоившую ему разворота и отката в самый конец пелотона, откуда он, в итоге, прорвался лишь на девятое место. На втором этапе у бразильца забарахлил мотор в квалификации, а его смена откинула его на 21-е место на старте, откуда он прорвался к финишу в Top5; на третьем этапе Фелипе попал в аварию, не поделив дорогу с Нико Росбергом и Кристианом Клином. Впрочем, скоро проблемы стали постепенно отступать — бразилец стал меньше попадать в аварии по своей вине, а команда минимизировала технические проблемы. В итоге на Гран-при Европы Фелипе заработал свой первый подиум, а на Гран-при Турции с дебютного поула одержал дебютную же победу. Общая стабильность результатов постепенно росла и к концу чемпионата Масса уверенно обосновался на третьей строчке личного зачёта, уступая только боровшимся за титул Михаэлю Шумахеру и Фернандо Алонсо. В конце сезона бразилец прервал тринадцатилетнюю беспобедную серию соотечественников на домашнем Гран-при, выиграв вторую гонку в том году.

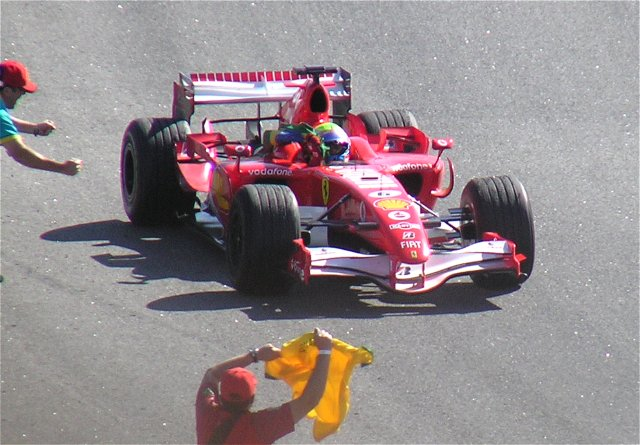
Масса празднует победу на Гран-при Бразилии 2006 года.

В сезоне-2007 Шумахера во втором болиде Ferrari сменил Кими Райкконен и внутренняя борьба в итальянском коллективе стала более плотной: Фелипе неудачно провёл первый этап года — из-за проблем с коробкой передач стартовав последним он в гонке смог постепенно прорваться на шестое место. В дальнейшем технических проблем почти не случилось и Масса постепенно догнал лидеров личного зачёта. Проблемы со стабильностью и неправильные тактические решения в ключевых гонках сезона периодически давали о себе знать и бразилец несмотря на три выигранных Гран-при к концу сезона смог закрепиться лишь на четвёртом месте в общем зачёте — позади напарника и пары пилотов McLaren. К концу чемпионата Масса сосредоточился на удержании своей позиции в личном зачёте, а также пытался максимально активно помогать Райкконену в борьбе за титул: финн, в итоге, отыграл в нескольких последних гонках значительный гандикап от Льюиса Хэмилтона и с преимуществом всего в одно очко взял личный титул.
В 2008 году баланс сил в чемпионате заметно изменился: McLaren после скандала покинул Фернандо Алонсо, а пришедшей ему на смену Хейкки Ковалайнен оказался мало конкуретоспособен на этом уровне. Напарник по команде бразильца же несколько сдал в стабильности результатов и часто без особой надобности терял важные очки: Фелипе при подобном раскладе большую часть чемпионата боролся на равных с Хэмилтоном за титул, выиграл шесть гонок, но пара обидных осечек лишила его возможности стать чемпионом мира: на Хунгароринге на последних кругах отказал мотор, когда Масса с солидным запасом лидировал, а Льюис ехал лишь шестым, а в Сингапуре команда ошиблась на пит-стопе, дав бразильцу, также лидировавшему со старта, сигнал о возможности покинуть остановку до того, как из горловины бензобака был извлечён шланг заправочной машины. У Масса оставался шанс завоевать титул на последнем этапе, но британский соперник смог удержать машину под накрапывающим дождём на последних кругах Гран-при Бразилии, совершил один нужный для себя обгон и с разницей в одно очко выиграл чемпионат.

### Авария и спад результатов

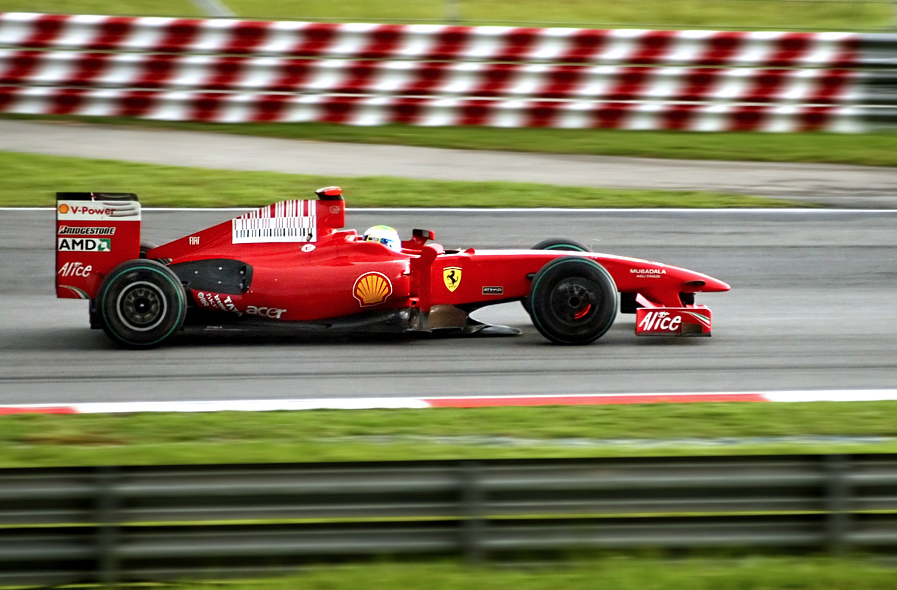
Масса на Гран-при Малайзии 2009 года.

Борьба до последнего этапа негативно сказалась на результатах Ferrari и McLaren в 2009 году, когда в дело вступил новый технический регламент. Британский и итальянский коллектив подготовил к сезону технику стабильно проигрывающую новым лидерам — командам Red Bull и Brawn. Постепенно запас изначальных технических просчётов устранялся, но ни одна, ни другая команда и близко не подступили в том сезоне к борьбе даже за личный титул. Помимо общего недостатка скорости команда слишком часто допускала тактические просчёты, ухудшавшие и без того не самые лучшие позиции своих пилотов: Фелипе как-то не выпустили на трассу на последних секундах первого сегмента, из-за чего соперники, постоянно улучшавшие свои времена, сдвинули бразильца из зачётной зоны для попадания в следующую часть; Кими команда на том же Гран-при не вовремя сменила резину, в надежде что дождь начнётся раньше прогнозируемого времени, что стоило финну большого отставания и финиша вне очков.
К европейским гонкам, впрочем, проблемы стали постепенно уходить, и на Гран-при Германии бразилец в гонке даже смог опередить оба Brawn, но уже на следующем этапе сезон для него закончился: неудачно отлетевшая пружина амортизатора от болида Рубенса Баррикелло угодила в одно из слабо защищённых мест шлема Фелипе, вызвав сотрясение мозга, рассечение брови и трещину в черепе. Масса мгновенно потерял сознание, вскоре был доставлен в местный госпиталь, где ему были сделаны несколько операций. До конца сезона бразилец проводил различные восстановительные процедуры и вернулся за руль лишь в следующем году.
Возвращение Фелипе за руль не принесло итальянской команде особой пользы: её механизм постепенно перестраивался под нового лидера, которым стал пришедший из Renault F1 Фернандо Алонсо, а работа с Масса постепенно всё больше отходила на второй план. В этой ситуации, даже когда Фелипе показывал свои пиковые результаты и боролся за подиумные позиции, команда старалась максимально обращать подобные результаты в пользу испанца — на Гран-при Германии Масса мог одержать свою первую после возвращения победу, но из-за приказа из боксов пропустил Алонсо и финишировал вслед за ним. Несколько раз столь явно расставив приоритеты в своей деятельности в чемпионате, Ferrari заметно лишила Масса былой мотивации и его результаты постепенно становились всё ниже: в 2010 году он пять раз финишировал на подиумных позициях, а за три следующих сезона — лишь трижды. В итоге накануне следующей серьёзной смены регламента в итальянской команде расстались с бразильцем. Работа на испанского лидера, впрочем, не принесла Ferrari успеха — дважды Алонсо реально боролся за титул до конца чемпионата, но каждый раз случайность играла на пользу соперникам.

### 2014

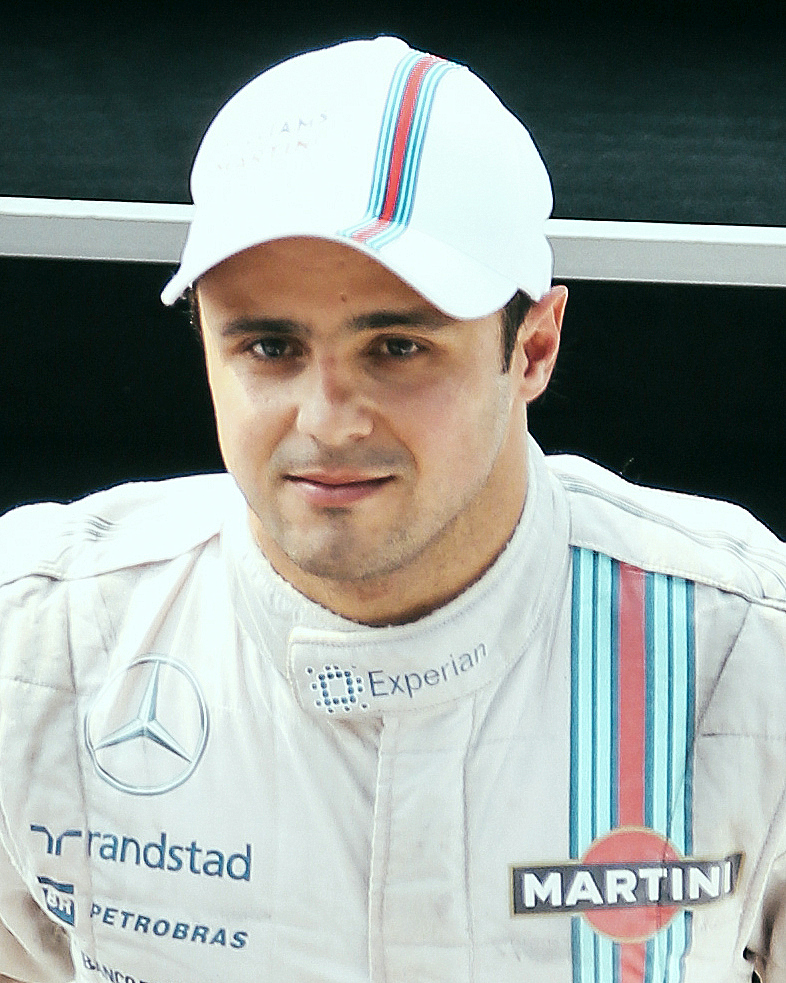
Масса на подиуме в Монце.

Уход из итальянской команды, впрочем, не завершил карьеру бразильца в чемпионате мира: при поддержке ряда национальных спонсоров он перебрался в Williams, заметно добавившей в новых условиях. Ferrari же вновь ошиблась с концепцией машины и ничуть не прибавила при новом регламенте, а в отдельных гонках даже уступала британской команде. Фелипе, получив быструю машину, однако не мог ей долгое время воспользоваться — где-то мешали случайные аварии и технические сходы, а где-то ему самому не хватало скорости. Впрочем, локальные неудачи никак не сказывались на присущей машине скорости: на Гран-при Канады Масса стал лишь третьим пилотом в том сезоне, кто возглавил пелотон по ходу гонки, а на следующем этапе — в Гран-при Австрии — стал и третьим пилотом чемпионата, кто сумел выиграть квалификацию (первыми двумя в обеих номинациях были пилоты заводской команды Mercedes — бесспорного лидера того сезона). В гонках же постоянно возникали посторонние факторы, мешавшие бразильцу бороться в лидирующей группе на протяжении всей гонки, а не на одном из её отрезков, и свой первый финиш на подиумной позиции Фелипе заработал лишь в начале сентября: в Гран-при Италии. В последних гонках результаты всё больше стабилизировались, и выдав в трёх последних гонках три последовательных финиша на четвёртой, третьей и второй позициях, Фелипе не только взобрался на седьмое место в личном зачёте, но и сумел помочь Williams занять третье место в кубке конструкторов.

### 2016
1 сентября 2016 Фелипе Масса объявил о завершении карьеры в Формуле-1, однако вернулся в команду Williams после перехода Валттери Боттаса в команду Mercedes GP. В 2017 году объявил о завершении карьеры в Формуле-1.

## Статистика результатов в моторных видах спорта
| 1998    | Бразильская Формула-Шевроле   | Team MasterCard           | 8          | н/д        | н/д        | 0          | н/д        | 5          |
| 1999    | Бразильская Формула-Шевроле   | Team MasterCard           | 10         | н/д        | н/д        | 3          | н/д        | 1          |
| 2000    | Итальянская Формулы-Рено 2000 | Cram Competition          | 8          | н/д        | 2          | 3          | 140        | 1          |
| 2000    | Еврокубок Формулы-Рено 2000   | Cram Competition          | 8          | 4          | 3          | 4          | 147        | 1          |
| 2001    | Евро Формулы-3000             | Draco Junior Team         | 8          | 6          | 5          | 6          | 60         | 1          |
| 2001    | Формула-1                     | Sauber F1                 | тест-пилот | тест-пилот | тест-пилот | тест-пилот | тест-пилот | тест-пилот |
| 2001    | ESTC                          | Team Nordauto             | 4          | 0          | 0          | 0          | 71         | 23         |
| 2001    | 24 часа Сицилии               | Alfa Romeo                | 1          | 0          | 0          | 0          |            | 2          |
| 2002    | Формула-1                     | Sauber Petronas           | 16         | 0          | 0          | 0          | 4          | 13         |
| 2003    | Формула-1                     | Scuderia Ferrari Marlboro | тест-пилот | тест-пилот | тест-пилот | тест-пилот | тест-пилот | тест-пилот |
| 2004    | Формула-1                     | Sauber Petronas           | 18         | 0          | 0          | 0          | 12         | 12         |
| 2005    | Формула-1                     | Sauber Petronas           | 19         | 0          | 0          | 0          | 11         | 13         |
| 2006    | Формула-1                     | Scuderia Ferrari Marlboro | 18         | 3          | 2          | 2          | 80         | 3          |
| 2007    | Формула-1                     | Scuderia Ferrari Marlboro | 17         | 6          | 6          | 3          | 94         | 4          |
| 2008    | Формула-1                     | Scuderia Ferrari Marlboro | 18         | 6          | 3          | 6          | 97         | 2          |
| 2009    | Формула-1                     | Scuderia Ferrari Marlboro | 9          | 0          | 1          | 0          | 22         | 11         |
| 2010    | Формула-1                     | Scuderia Ferrari Marlboro | 19         | 0          | 0          | 0          | 144        | 6          |
| 2011    | Формула-1                     | Scuderia Ferrari          | 19         | 0          | 2          | 0          | 118        | 6          |
| 2012    | Формула-1                     | Scuderia Ferrari          | 20         | 0          | 0          | 0          | 122        | 7          |
| 2013    | Формула-1                     | Scuderia Ferrari          | 19         | 0          | 0          | 0          | 112        | 8          |
| 2014    | Формула-1                     | Williams Martini Racing   | 19         | 1          | 1          | 0          | 134        | 7          |
| 2015    | Формула-1                     | Williams Martini Racing   | 14         | 0          | 0          | 0          | 121        | 6          |
| 2016    | Формула-1                     | Williams Martini Racing   | 21         | 0          | 0          | 0          | 53         | 11         |
| 2017    | Формула-1                     | Williams Martini Racing   | 20         | 0          | 0          | 0          | 43         | 11         |
| 2018    | Stock Car Brasil              | Cimed Chevrolet Team      | 2          | 0          | 0          | 0          | 0          |            |
| 2018—19 | Формула-E                     | Venturi Formula E Team    | 13         | 0          | 0          | 0          | 36         | 15         |
| 2019—20 | Формула-E                     | ROKiT Venturi Racing      | 11         | 0          | 0          | 0          | 3          | 22         |
| 2020    | Porsche Endurance Series      | н/д                       | 3          | 0          | 0          | 0          | 166        | 5          |
| 2021    | Stock Car Pro Series          | Lubrax Podium             | 24         | 0          | 0          | 0          | 88         | 24         |
| 2022    | Stock Car Pro Series          | Lubrax Podium             | 22         | 0          | 0          | 0          | 98         | 24         |

### Формула-1
| Легенда к таблице |                                                                    |
| --- | ------------------------------------------------------------------ |
| В таблице перечислены результаты всех Гран-при Формулы-1, в которых принимал участие гонщик. Строками таблицы являются сезоны, столбцами — этапы чемпионата мира. В каждой клетке указаны сокращённое название этапа и результат, дополнительно обозначенный цветом. Расшифровка обозначений и цветов представлена в нижеследующей таблице. |                                                                    |
| \| Пример \| Описание \| \| ------------ \| ------------------------------------------------------------------ \| \| 1 \| Победитель \| \| 2 \| Второе место \| \| 3 \| Третье место \| \| 5 \| Финишировал, заработав очки \| \| Сход \| Не финишировал, но при этом заработал очки \| \| 12 \| Финишировал, не получив очков \| \| НКЛ \| Финишировал, но не попал в финальную классификацию \| \| 15 \| Участвовал вне зачёта, либо по отдельной классификации \| \| 18 \| Не финишировал, но попал в финальную классификацию \| \| Сход \| Не финишировал \| \| НКВ \| Не прошёл квалификацию \| \| НПКВ \| Не прошёл предквалификацию \| \| ДСК \| Дисквалифицирован \| \| ИСК \| Исключён из протокола соревнований \| \| ТТ \| Заявлен для участия только в тренировках \| \| НС \| Участвовал в квалификации, но не стартовал в гонке \| \| Т \| Травмирован или болен \| \| ОТК \| Отказ от участия \| \| НТР \| Прибыл на соревнования, но на трассу не выезжал \| \| НПР \| Был заявлен в числе участников, но не прибыл к началу соревнований \| \| О \| Соревнования отменены \| \| \| Не участвовал \| \| Поул-позиция \| \| \| Быстрый круг \| \| |                                                                    |
| Пример | Описание                                                           |
| 1 | Победитель                                                         |
| 2 | Второе место                                                       |
| 3 | Третье место                                                       |
| 5 | Финишировал, заработав очки                                        |
| Сход | Не финишировал, но при этом заработал очки                         |
| 12 | Финишировал, не получив очков                                      |
| НКЛ | Финишировал, но не попал в финальную классификацию                 |
| 15 | Участвовал вне зачёта, либо по отдельной классификации             |
| 18 | Не финишировал, но попал в финальную классификацию                 |
| Сход | Не финишировал                                                     |
| НКВ | Не прошёл квалификацию                                             |
| НПКВ | Не прошёл предквалификацию                                         |
| ДСК | Дисквалифицирован                                                  |
| ИСК | Исключён из протокола соревнований                                 |
| ТТ | Заявлен для участия только в тренировках                           |
| НС | Участвовал в квалификации, но не стартовал в гонке                 |
| Т | Травмирован или болен                                              |
| ОТК | Отказ от участия                                                   |
| НТР | Прибыл на соревнования, но на трассу не выезжал                    |
| НПР | Был заявлен в числе участников, но не прибыл к началу соревнований |
| О | Соревнования отменены                                              |
| | Не участвовал                                                      |
| Поул-позиция |                                                                    |
| Быстрый круг |                                                                    |

| Сезон | Команда                   | Шасси               | Двигатель                      | Ш | 1        | 2        | 3        | 4      | 5        | 6        | 7        | 8        | 9        | 10       | 11       | 12       | 13       | 14       | 15       | 16       | 17       | 18      | 19     | 20       | 21    | Место | Очки |
| ----- | ------------------------- | ------------------- | ------------------------------ | - | -------- | -------- | -------- | ------ | -------- | -------- | -------- | -------- | -------- | -------- | -------- | -------- | -------- | -------- | -------- | -------- | -------- | ------- | ------ | -------- | ----- | ----- | ---- |
| 2002  | Sauber Petronas           | Sauber C21          | Petronas 02A 3,0 V10           | B | АВС Сход | МАЛ 6    | БРА Сход | САН 8  | ИСП 5    | АВТ Сход | МОН Сход | КАН 9    | ЕВР 6    | ВЕЛ 9    | ФРА Сход | ГЕР 7    | ВЕН 7    | БЕЛ Сход | ИТА Сход | США      | ЯПО Сход |         |        |          |       | 13    | 4    |
| 2004  | Sauber Petronas           | Sauber C23          | Petronas 04A 3,0 V10           | B | АВС Сход | МАЛ 8    | БАХ 12   | САН 10 | ИСП 9    | МОН 5    | ЕВР 9    | КАН Сход | США Сход | ФРА 13   | ВЕЛ 9    | ГЕР 13   | ВЕН Сход | БЕЛ 4    | ИТА 12   | КИТ 8    | ЯПО 9    | БРА 8   |        |          |       | 12    | 12   |
| 2005  | Sauber Petronas           | Sauber C24          | Petronas 05A 3,0 V10           | M | АВС 10   | МАЛ 10   | БАХ 7    | САН 10 | ИСП 11   | МОН 9    | ЕВР 14   | КАН 4    | США НС   | ФРА Сход | ВЕЛ 10   | ГЕР 8    | ВЕН 14   | ТУР Сход | ИТА 9    | БЕЛ 10   | БРА 11   | ЯПО 10  | КИТ 6  |          |       | 13    | 11   |
| 2006  | Scuderia Ferrari Marlboro | Ferrari 248 F1      | Ferrari 056 2,4 V8             | B | БАХ 9    | МАЛ 5    | АВС Сход | САН 4  | ЕВР 3    | ИСП 4    | МОН 9    | ВЕЛ 5    | КАН 6    | США 2    | ФРА 3    | ГЕР 2    | ВЕН 7    | ТУР 1    | ИТА 9    | КИТ Сход | ЯПО 2    | БРА 1   |        |          |       | 3     | 80   |
| 2007  | Scuderia Ferrari Marlboro | Ferrari F2007       | Ferrari 056 2,4 V8             | B | АВС 6    | МАЛ 5    | БАХ 1    | ИСП 1  | МОН 3    | КАН ДСК  | США 3    | ФРА 2    | ВЕЛ 5    | ЕВР 2    | ИТА Сход | ВЕН 13   | ТУР 1    | БЕЛ 2    | ЯПО 6    | КИТ 3    | БРА 2    |         |        |          |       | 4     | 94   |
| 2008  | Scuderia Ferrari Marlboro | Ferrari F2008       | Ferrari 056 2,4 V8             | B | АВС Сход | МАЛ Сход | БАХ 1    | ИСП 2  | ТУР 1    | МОН 3    | КАН 5    | ФРА 1    | ВЕЛ 13   | ГЕР 3    | ВЕН Сход | ЕВР 1    | БЕЛ 1    | ИТА 6    | СИН 13   | ЯПО 7    | КИТ 2    | БРА 1   |        |          |       | 2     | 97   |
| 2009  | Scuderia Ferrari Marlboro | Ferrari F60         | Ferrari 056 2,4 V8             | B | АВС Сход | МАЛ 9    | КИТ Сход | БАХ 14 | ИСП 6    | МОН 4    | ТУР 6    | ВЕЛ 4    | ГЕР 3    | ВЕН НС   | ЕВР Т    | БЕЛ Т    | ИТА Т    | СИН Т    | ЯПО Т    | БРА Т    | АБУ Т    |         |        |          |       | 11    | 22   |
| 2010  | Scuderia Ferrari Marlboro | Ferrari F10         | Ferrari 056 2,4 V8             | B | БАХ 2    | АВС 3    | МАЛ 7    | КИТ 9  | ИСП 6    | МОН 4    | ТУР 7    | КАН 15   | ЕВР 11   | ВЕЛ 15   | ГЕР 2    | ВЕН 4    | БЕЛ 4    | ИТА 3    | СИН 8    | ЯПО Сход | КОР 3    | БРА 15  | АБУ 10 |          |       | 6     | 144  |
| 2011  | Scuderia Ferrari Marlboro | Ferrari 150° Italia | Ferrari 056 2,4 V8             | P | АВС 7    | МАЛ 5    | КИТ 6    | ТУР 11 | ИСП Сход | МОН Сход | КАН 6    | ЕВР 5    |          |          |          |          |          |          |          |          |          |         |        |          |       | 6     | 118  |
| 2011  | Scuderia Ferrari          | Ferrari 150° Italia | Ferrari 056 2,4 V8             | P |          |          |          |        |          |          |          |          | ВЕЛ 5    | ГЕР 5    | ВЕН 6    | БЕЛ 8    | ИТА 6    | СИН 9    | ЯПО 7    | КОР 6    | ИНД Сход | АБУ 5   | БРА 5  |          |       | 6     | 118  |
| 2012  | Scuderia Ferrari          | Ferrari F2012       | Ferrari 056 2,4 V8             | P | АВС Сход | МАЛ 15   | КИТ 13   | БАХ 9  | ИСП 15   | МОН 6    | КАН 10   | ЕВР 16   | ВЕЛ 4    | ГЕР 12   | ВЕН 9    | БЕЛ 5    | ИТА 4    | СИН 8    | ЯПО 2    | КОР 4    | ИНД 6    | АБУ 7   | США 4  | БРА 3    |       | 7     | 122  |
| 2013  | Scuderia Ferrari          | Ferrari F138        | Ferrari 056 2,4 V8             | P | АВС 4    | МАЛ 5    | КИТ 6    | БАХ 15 | ИСП 3    | МОН Сход | КАН 8    | ВЕЛ 6    | ГЕР Сход | ВЕН 8    | БЕЛ 7    | ИТА 4    | СИН 6    | КОР 9    | ЯПО 10   | ИНД 4    | АБУ 8    | США 12  | БРА 7  |          |       | 8     | 112  |
| 2014  | Williams Martini Racing   | Williams FW36       | Mercedes PU106A Hybrid 1,6 V6  | P | АВС Сход | МАЛ 7    | БАХ 7    | КИТ 15 | ИСП 13   | МОН 7    | КАН 12   | АВТ 4    | ВЕЛ Сход | ГЕР Сход | ВЕН 5    | БЕЛ 13   | ИТА 3    | СИН 5    | ЯПО 7    | РОС 11   | США 4    | БРА 3   | АБУ 2  |          |       | 7     | 134  |
| 2015  | Williams Martini Racing   | Williams FW37       | Mercedes PU106B Hybrid 1,6 V6  | P | АВС 4    | МАЛ 6    | КИТ 5    | БАХ 10 | ИСП 6    | МОН 15   | КАН 6    | АВТ 3    | ВЕЛ 4    | ВЕН 12   | БЕЛ 6    | ИТА 3    | СИН Сход | ЯПО 17   | РОС 4    | США Сход | МЕК 6    | БРА ДСК | АБУ 8  |          |       | 6     | 121  |
| 2016  | Williams Martini Racing   | Williams FW38       | Mercedes PU106C Hybrid 1,6 V6  | P | АВС 5    | БАХ 8    | КИТ 6    | РОС 5  | ИСП 8    | МОН 10   | КАН Сход | ЕВР 10   | АВТ 20   | ВЕЛ 11   | ВЕН 18   | ГЕР Сход | БЕЛ 10   | ИТА 9    | СИН 12   | МАЛ 13   | ЯПО 9    | США 7   | МЕК 9  | БРА Сход | АБУ 9 | 11    | 53   |
| 2017  | Williams Martini Racing   | Williams FW40       | Mercedes M08 EQ Power+ 1,6 V6T | P | АВС 6    | КИТ 14   | БАХ 6    | РОС 9  | ИСП 13   | МОН 9    | КАН Сход | АЗЕ Сход | АВТ 9    | ВЕЛ 10   | ВЕН Т    | БЕЛ 8    | ИТА 8    | СИН 11   | МАЛ 9    | ЯПО 10   | США 9    | МЕК 11  | БРА 7  | АБУ 10   |       | 11    | 43   |